# Monticello (Minnesota)
Monticello es una ciudad de Estados Unidos ubicada a orillas del río Misisipi, en el condado de Wright en el estado de Minnesota. En el Censo de 2010 tenía una población de 12759 habitantes y una densidad poblacional de 551,04 personas por km².

## Geografía
Monticello se encuentra ubicada en las coordenadas 45°17′52″N 93°47′53″O / 45.29778, -93.79806. Según la Oficina del Censo de los Estados Unidos, Monticello tiene una superficie total de 23.15 km², de la cual 23.15 km² corresponden a tierra firme y (0%) 0 km² es agua.

## Demografía
Según el censo de 2010, había 12759 personas residiendo en Monticello. La densidad de población era de 551,04 hab./km². De los 12759 habitantes, Monticello estaba compuesto por el 92.58% blancos, el 1.53% eran afroamericanos, el 0.5% eran amerindios, el 1.02% eran asiáticos, el 0.03% eran isleños del Pacífico, el 2.28% eran de otras razas y el 2.06% pertenecían a dos o más razas. Del total de la población el 5.38% eran hispanos o latinos de cualquier raza.